# Fürstengang

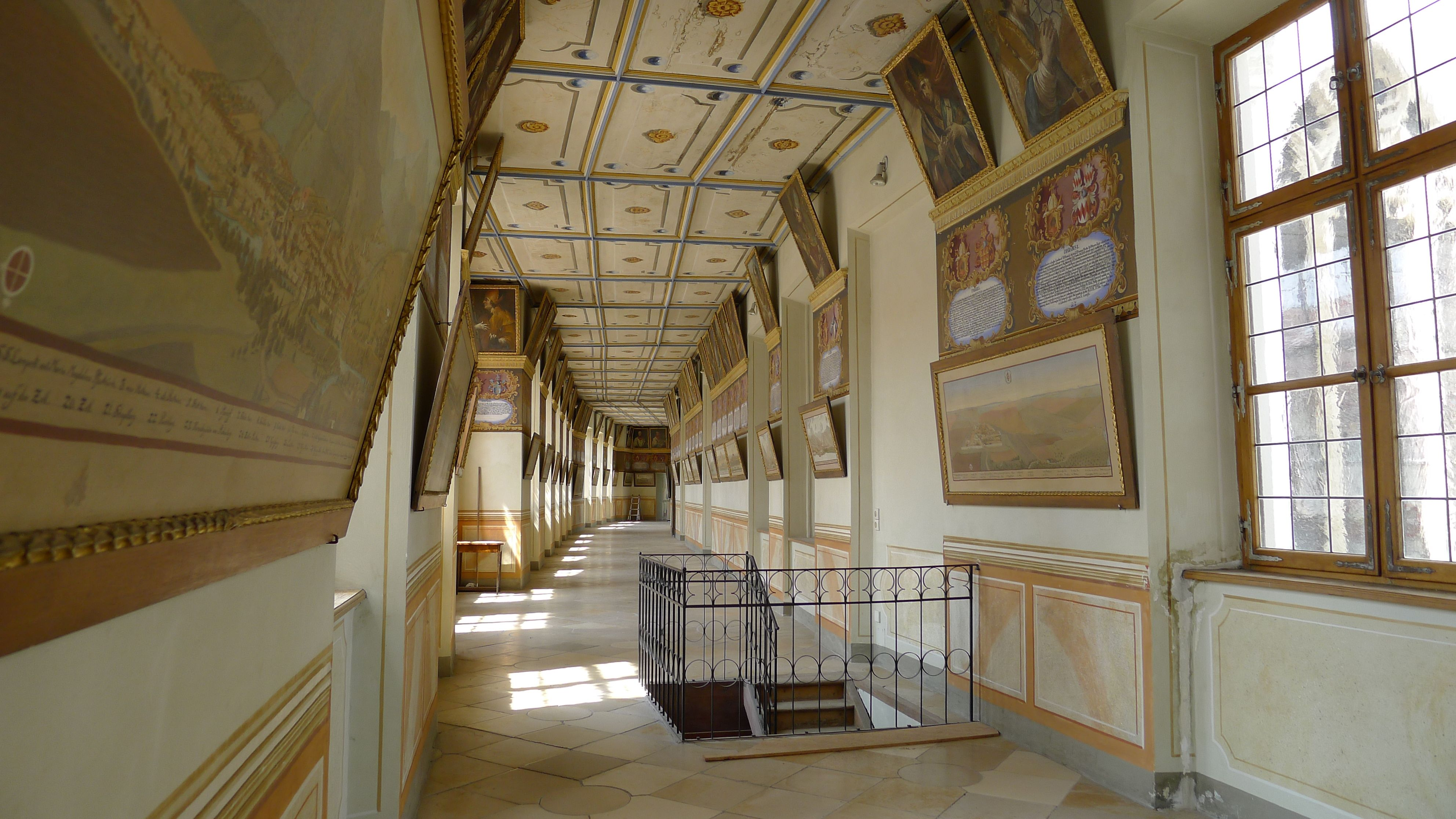
Blick in den Fürstengang

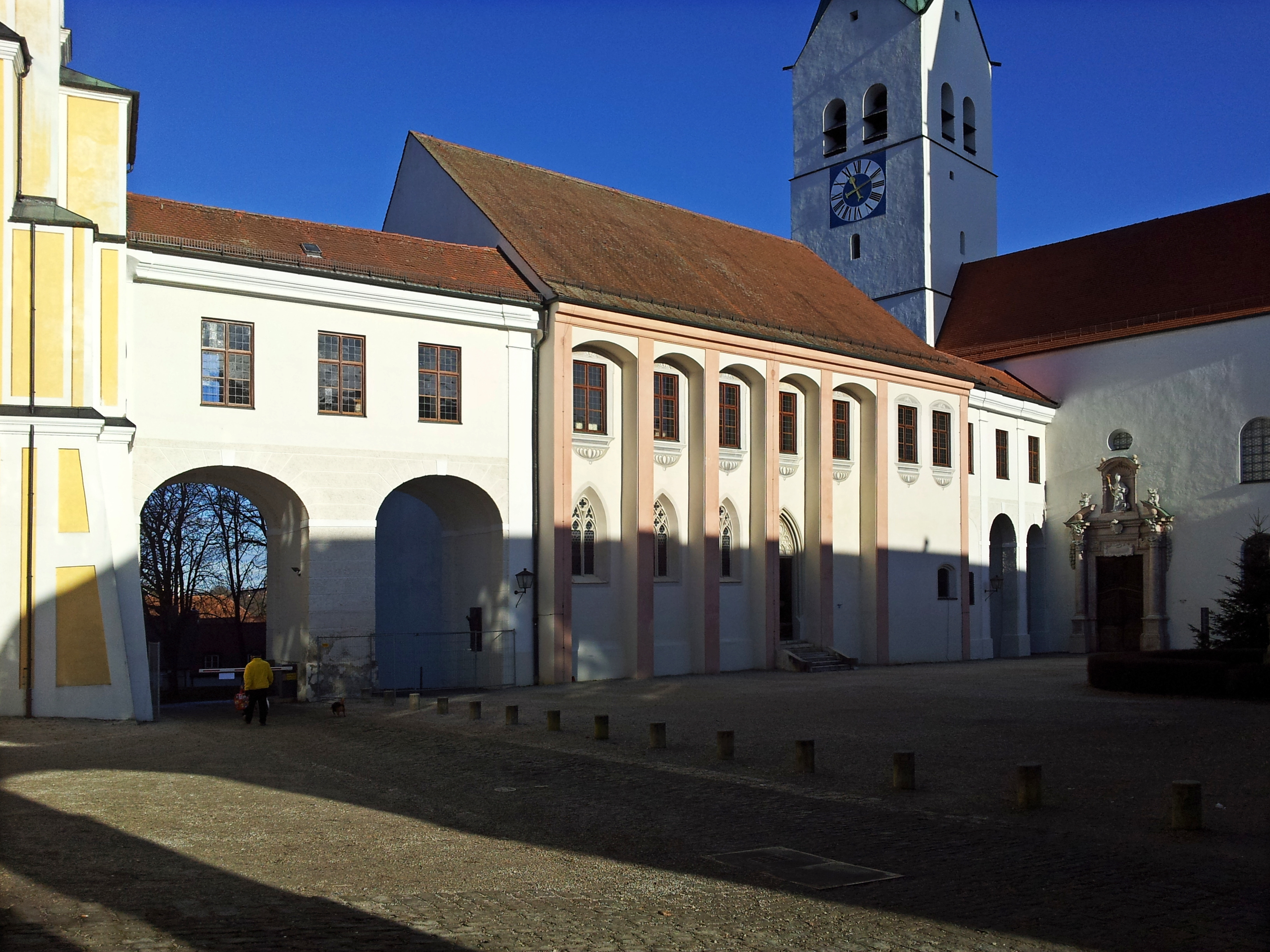
Fürstengang zwischen der Residenz (links), St. Johannes (Mitte) und dem Dom (rechts)

Der Fürstengang ist auf dem Freisinger Domberg ein Verbindungsgang von der Fürstbischöflichen Residenz Freising zum Freisinger Dom.

## Beschreibung
Von der Nordostecke der Residenz führt der Fürstengang an der Stiftskirche St. Johannes vorbei zum Freisinger Dom. Vor und nach der Stiftskirche überquert der Gang mit jeweils zwei Bögen die Einfahrten zum Domhof. Durch den Gang konnte der Bischof ungesehen und vor dem Wetter geschützt den Dom erreichen. Der heutige Fürstengang wurde 1682 während der Amtszeit von Fürstbischof Albrecht Sigismund von Bayern von Antonio Riva errichtet. Es gab jedoch auch schon zuvor ähnliche, provisorische Bauwerke aus Holz an derselben Stelle. Nach Süden hin lassen dreizehn, nach Norden fünf Fenster Licht in den Gang. Zwei weitere Fenster sind auf den Chor der Johanneskirche gerichtet. Im Bereich der Kirche befindet sich der Gang über dem südlichen Seitenschiff. Das Innere wurde mit zwei Bildfolgen geschmückt.
Auf 32 Bildern sind verschiedene Ansichten von Besitztümern des Hochstifts Freising dargestellt. Die im Auftrag von Fürstbischof Johann Franz Eckher von Kapfing und Liechteneck entstandenen Bilder stammen von Valentin Gappnigg und zeigen nicht nur in Bayern gelegene Besitztümer, sondern auch solche in Österreich (Niederösterreich, Steiermark und Kärnten), Südtirol und Slowenien. Die bis 1702 entstandenen Originale befinden sich heute im Dombergmuseum. Im Fürstengang befinden sich zwischen 1885 und 1889 angefertigte Kopien von Adalbert Kromer.
Die zweite Folge besteht aus Bildern aller Freisinger Bischöfe von Korbinian bis Joseph Konrad von Schroffenberg-Mös. Auch diese Bilder gehen auf einen Auftrag des Bischofs Johann Franz Eckher von Kapfing und Liechteneck zurück. Die Galerie wurde auch nach seinem Tod weitergeführt und endet mit dem letzten Bischof vor der Säkularisation. Der Freisinger Hofmaler Franz Joseph Lederer (1676–1733) stand vor dem Problem, dass es von den wenigsten Bischöfen Vorlagen gab. Er meisterte dies, indem er aus der Vita der Abzubildenden auf ihr Äußeres schloss. Zum Teil finden sich im Bildhintergrund wesentliche Szenen oder Werke ihrer Herrschaftszeit wie errichtete Kirchen. Insgesamt enthält der Wandfries 61 Porträts, darüber die Wappen der abgebildeten Personen.

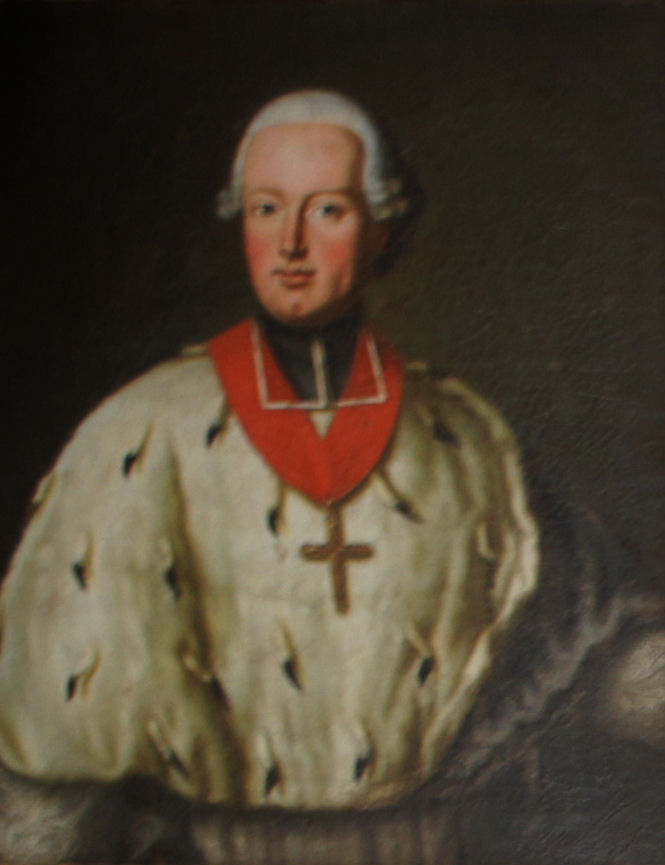
Gemälde von Bischof Ludwig Joseph von Welden
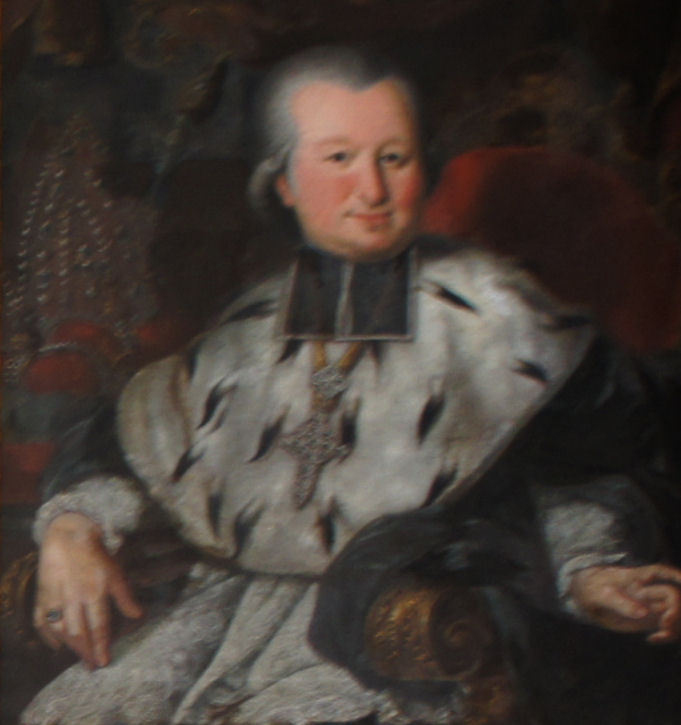
Gemälde von Bischof Joseph Konrad Freiherr von Schroffenberg
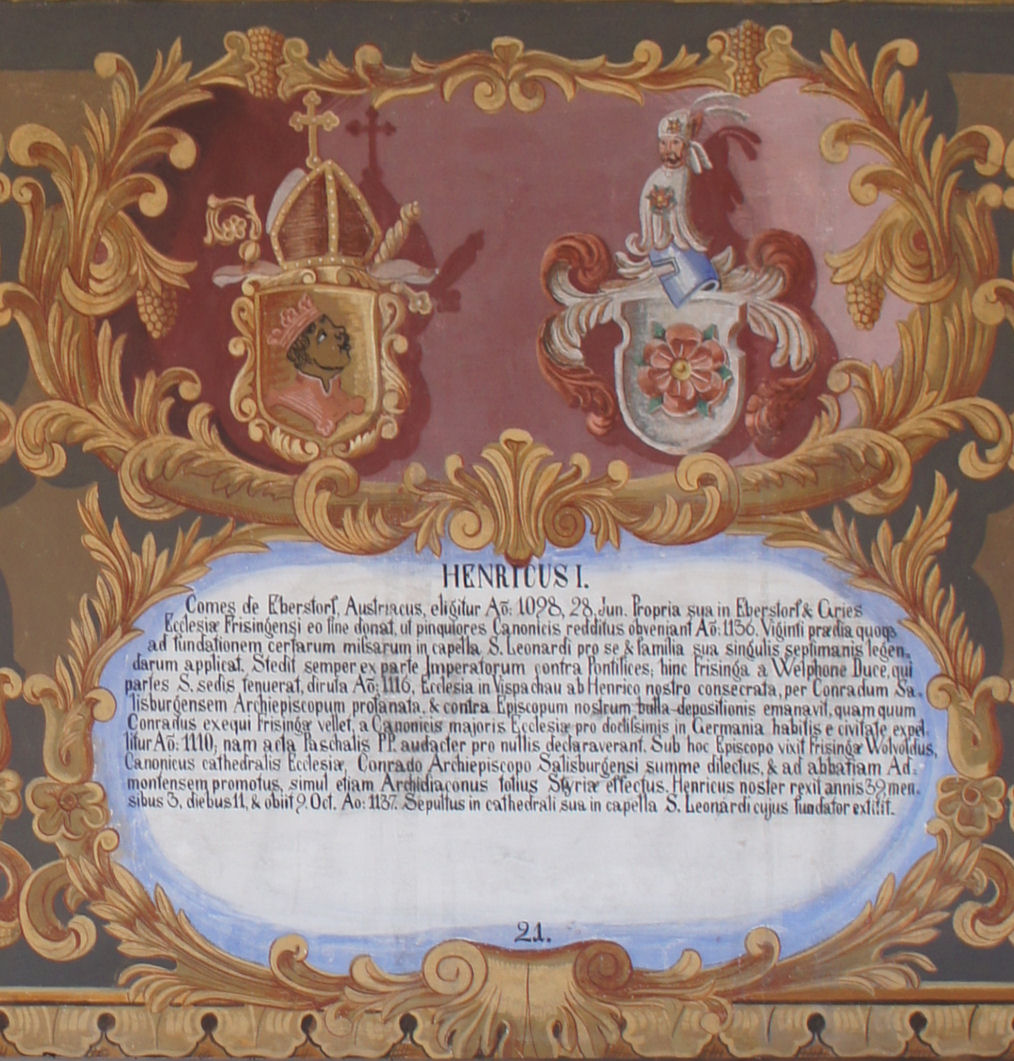
Wappentafel von Bischof Heinrich I.
Freising von Nordosten
Burg Werdenfels mit Kramer
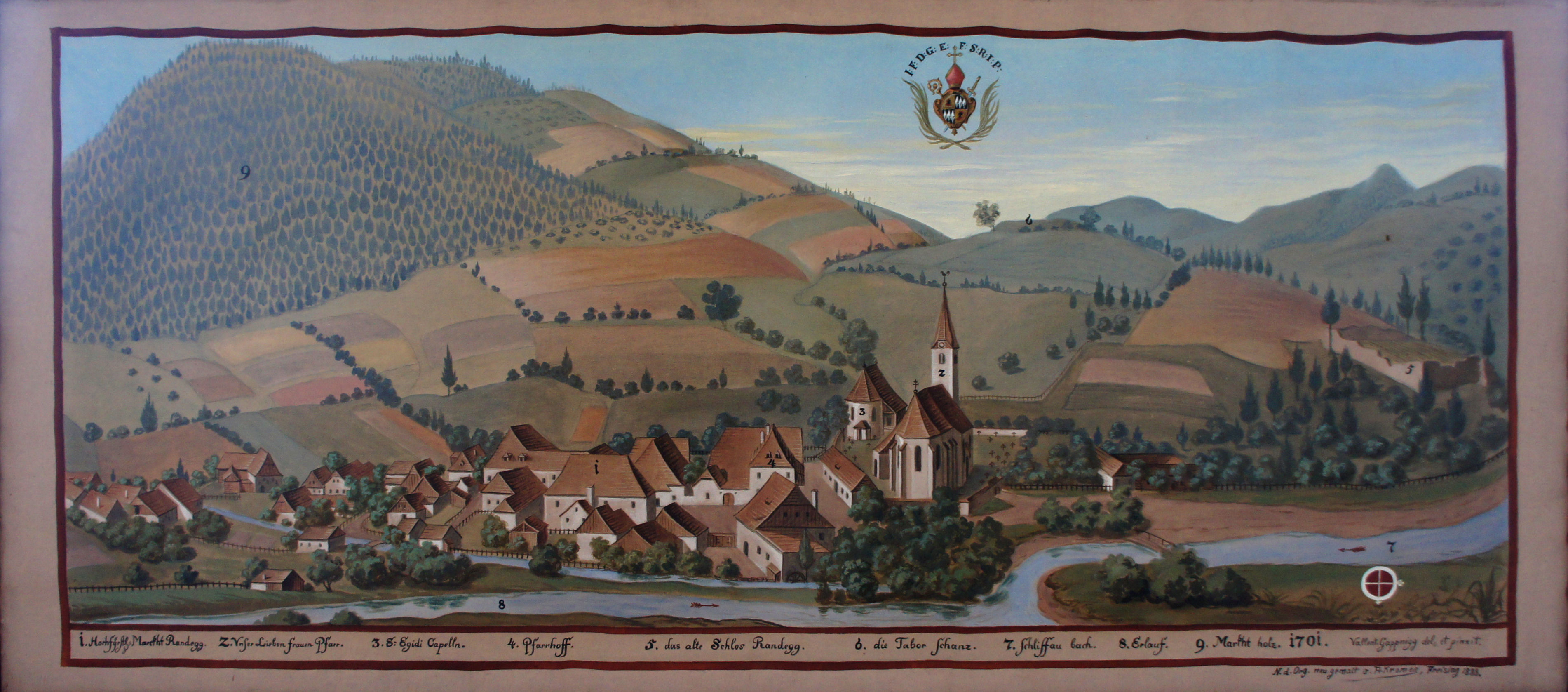
Gemälde der Freisinger Besitzung Randegg